# Mannheimer Bläserphilharmonie

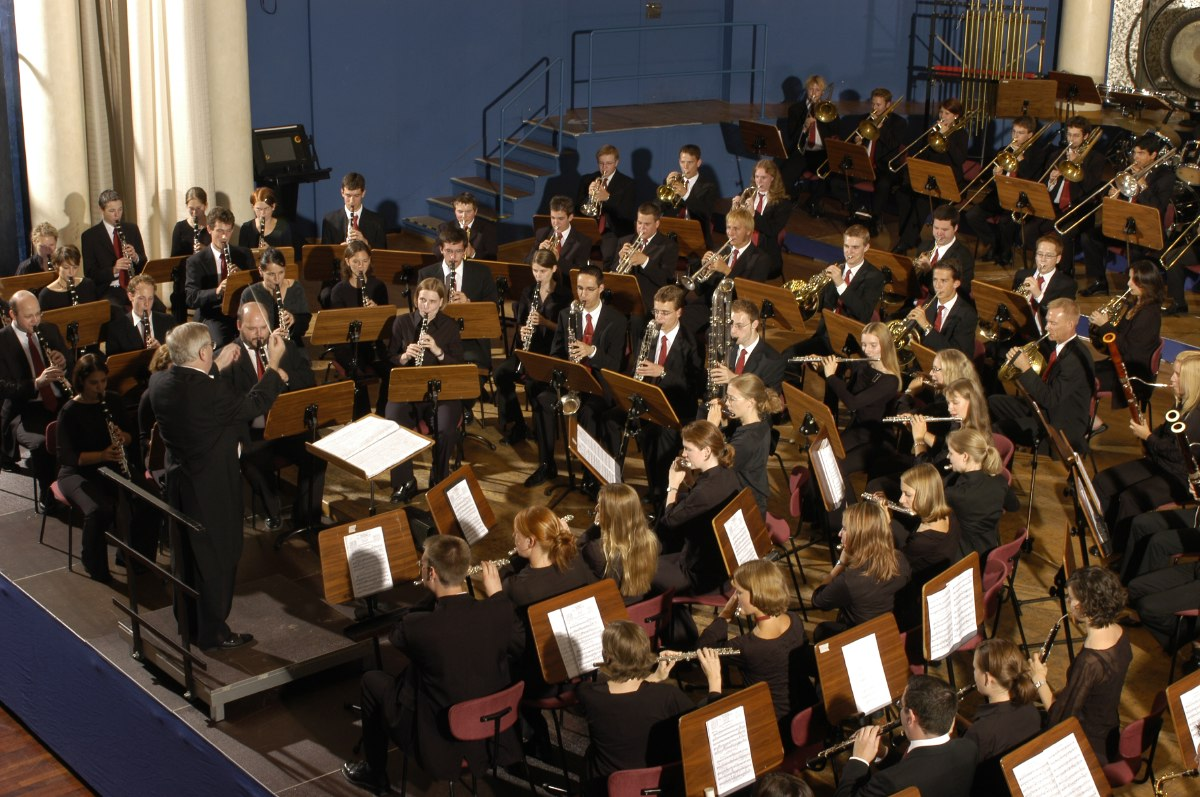
Stefan Fritzen dirigiert die Mannheimer Bläserphilharmonie.

Die Mannheimer Bläserphilharmonie (MBP) ist ein Sinfonisches Blasorchester, das aus dem Sinfonischen Jugendblasorchester der Städtischen Musikschule Mannheim hervorging. Das Orchester nahm an mehreren internationalen Wettbewerben teil und unternahm Konzertreisen im In- und Ausland.

## Geschichte
Das Orchester wurde 1987 als Sinfonisches Jugendblasorchester der Städtischen Musikschule Mannheim durch Stefan Fritzen mit Musikern aus dem Blasorchester der Städtischen Musikschule Mannheim gegründet. Im Jahre 2003 erfolgte die Umbenennung in Mannheimer Bläserphilharmonie.
Mit der Pensionierung des Orchestergründers Stefan Fritzen wurde das Orchester neu organisiert, um die mit ihm verbundenen Projekte, insbesondere die „Mannheim Wind Academy“, in einer Trägerschaft zusammenzuführen und in Kooperation mit anderen Bildungs- und Kultureinrichtungen ein neues vernetztes Bildungs- und Freizeitangebot für junge Erwachsene zu entwickeln. Am 9. Juni 2005 wurde der Trägerverein in Mannheim gegründet.
Aus dem Orchester gingen mehrere Ensembles hervor, darunter das Junge Blechbläserensemble, das Blechbläserquintett Brassissimo und das Mannheimer Klarinettenensemble.

## Dirigenten
- Stefan Fritzen (1987 bis Mai 2005)
- Peter Vierneisel (Konzerte, Arbeitsphasen, Sonderproben: Mai 2005 bis April 2006)
- Markus Theinert (2006 bis 2015)
- Miguel Ercolino (seit 2015)

## Konzerte und Konzertreisen
Das Orchester und seine Ensembles treten regelmäßig in der Region auf, unter anderem im Rahmen von Kammermusikabenden. Seit 1992 konzertiert das Orchester im Frühjahr im Mannheimer Rosengarten. Internationale Auftritte und Konzertreisen führten das Orchester zum Festival Isle of Man (1990), in die USA mit einem Konzert in der Boston Symphony Hall (1996), nach Frankreich (1997), Japan (1999), Finnland (2000), China (2004 und 2019) und Italien (2016). Zudem unternahm das Ensemble Brassissimo im Jahr 2005 eine Konzertreise nach China.

## Teilnahmen an Wettbewerben
- 1989 1. Deutschen Bundesmusikfest in Trier
- 1991, 39. Europäisches Musikfestival für die Jugend in Neerpelt (Belgien)
- 1993 Musikfest Europa in Trier
- 1997, 13. Wereld Muziek Concours (Niederlande), 316 Punkte, 17. Platz von 24 Teilnehmern in der 1. Division der Harmonieorchester (Erster Rang)
- 27. bis 30. Juli 2000, Seinäjoki/Finnland, 2nd International Wind Orchestra Competition
- 2001, 14. Wereld Muziek Concours (Niederlande), 91,1 von 100 Punkten, 7. Platz von 16 Teilnehmern in der 1. Division der Harmonieorchester (Erster Rang mit Auszeichnung)
- Januar 2006, Prag (Gold für die Leistung, Sieger in der Höchststufe, Sonderpreis „Beste Interpretation des Pflichtstücks“, bestes Ensemble des Gesamtwettbewerbs, Peter Vierneisel wurde als bester Dirigent des Gesamtwettbewerbs ausgezeichnet)
- 2009, 25. Juli, 16. Wereld Muziek Concours (Niederlande), 91,58 von 100 Punkten. Teilnehmer in der 1. Division (Erster Rang mit Auszeichnung)
- Januar 2012, Internationaler Wettbewerb in Prag. Gold in der Höchststufe, bestes Orchester der Höchststufe und Gesamtsieger des Wettbewerbs.
- 2013, 17. Wereld Muziek Concours (Niederlande), 90,0 von 100 Punkten, ester Preis mit Auszeichnung, bestes deutsches Orchester der 1. Division
- 2017, 19. Flicorno d’Oro (Italien), 85,08 von 100 Punkten, dritter Platz in der Höchststufe (Categorie Eccellenza)

## Diskografie

### Sinfonisches Jugendblasorchester Mannheim
- Aerophonie, Thilo Berg, Trippstadt 1997 (gemeinsam mit anderen Formationen)[1]
- Sternenmoor, Moc Com, 1999 (Konzertmitschnitt)[2]
- Crescendo: Live im Rosengarten, Amos 5921, Zullwill 2000 (Konzertmitschnitt)[3]
- Die Fünfte: Live im Rosengarten, Amos 5933, Zullwil 2001 (Konzertmitschnitt)[4]
- Tanz und Lied: Live im Rosengarten, Amos 5961, 2002 (Konzertmitschnitt)[5]
- Highlights WMC 2001: Symphonic windorchestra 2, 2002, (Konzertmitschnitt, gemeinsam mit anderen Formationen)[6]

### Mannheimer Bläserphilharmonie
- Klangwelten, Acousence/Ralf Koschnicke, Münster (Westfalen) 2003 (gemeinsam mit anderen Formationen)[7]
- Mannheimer Klang, Acousence/Ralf Koschnicke, Münster (Westfalen) 2005[8]
- Mannheimer Bläserphilharmonie spielt Rolf Rudin, Acousence/Ralf Koschnicke, Münster (Westfalen) 2005 (gemeinsam mit anderen Formationen)[9]
- Lebe lang und glücklich, Ralf Koschnicke, Münster (Westfalen) 2007[10][11]
- DVD: Moderne Zeiten, 2015
- Weihnachten mit der Mannheimer Bläserphilharmonie, 2017

### Brassissimo
- Brassissimo, Acousence/Ralf Koschnicke, Münster (Westfalen) 2005[12]